# Košice-Marathon

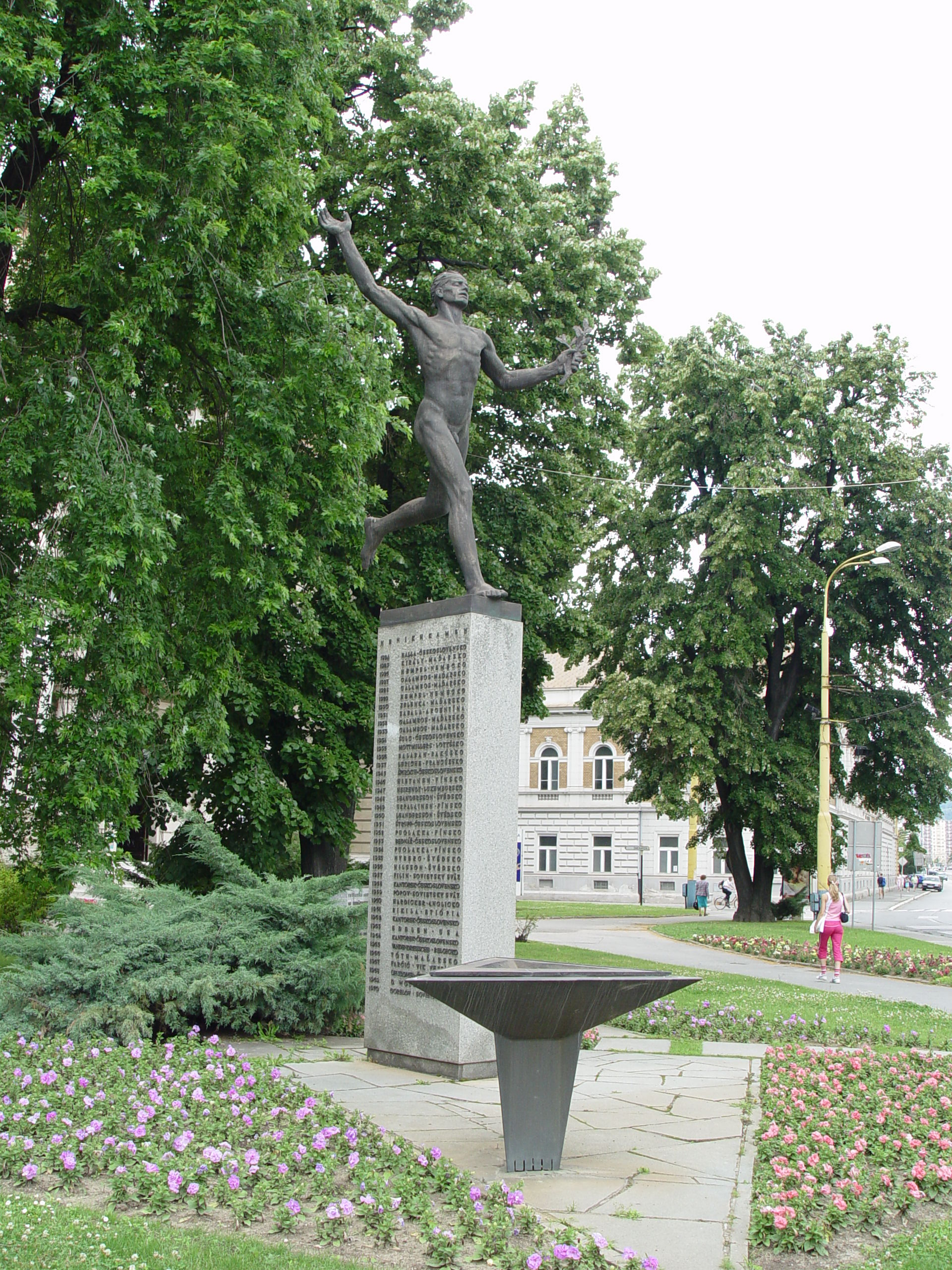
Das Denkmal des Friedensmarathons auf der Marathonstraße in Košice

Der Košice-Marathon (offizielle Bezeichnung slowakisch Medzinárodný maratón mieru – „Internationaler Friedensmarathon“; englisch Kosice Peace Marathon) ist ein Marathon in Košice (Slowakei). Er findet seit 1924 statt und ist somit die älteste Marathonveranstaltung in Europa und, nach dem Boston-Marathon, die zweitälteste der Welt. Der Austragungstermin ist in der Regel der erste Oktobersonntag. Zum Programm gehört ein Halbmarathon sowohl für Läufer wie auch für Inline-Skater.

## Geschichte
Die Inspiration für den Lauf hatten drei ostslowakische Sportfunktionäre bei den Olympischen Spielen 1924 in Paris. Am 28. Oktober desselben Jahres wurde er zum ersten Mal ausgetragen, mit Start in Turňa nad Bodvou und Ziel in Košice. Von acht Startern erreichten sieben das Ziel. Bereits im zweiten Jahr fand das Rennen mit internationaler Beteiligung statt. Start und Ziel war in Košice, der Wendepunkt der Strecke lag in Čaňa. Der Kurs der dritten Auflage, eine Wendepunktstrecke nach Seňa, wurde dann bis 1988 beibehalten. Nur 1951 (Strecke mit Wendepunkt in Lemešany) und 1952 (Start in Prešov und Ziel in Košice) bildeten Ausnahmen.
1931 triumphierte der Olympiasieger des darauffolgenden Jahres Juan Carlos Zabala mit fast einer Viertelstunde Vorsprung und stellte einen Streckenrekord auf, der bis 1950 Bestand hatte.
Die internationalen Konflikte, die schließlich im Zweiten Weltkrieg mündeten, führten dazu, dass der Lauf von 1938 bis 1944 ausfiel. Unter der ungarischen Besatzung wurden fünf nationale Marathonmeisterschaften in Košice ohne ausländische Beteiligung ausgetragen, die vom Veranstalter nicht als Teil der Serie angesehen werden:
- 1. Oktober 1939: József Kiss, 2:47:47,6 h
- 12. Oktober 1941: József Gyimesi, 2:56:17,8 h
- 13. September 1942: József Kiss, 3:02:27 h
- 19. September 1943: Géza Kiss, 2:50:14 h
- 9. September 1944: Rezső Kövári, 2:58:49 h

Nach dem Krieg wurde die ursprüngliche Tradition wieder aufgenommen, ab 1946 auch wieder mit ausländischen Startern. In den Folgejahren dominierten vor allem skandinavische Athleten. 1949 wurde eine Qualifikationszeit von 3:45 h eingeführt, die mit verschiedenen Anpassungen bis 1980 in Kraft blieb. 1951 erhielt die Veranstaltung den Beinamen Friedensmarathon. 1959 erzielte der Russe Sergei Popow mit 2:17:46 h eine Jahresweltbestzeit und blieb mehr als vier Minuten unter dem alten Streckenrekord.
1960 wurde zu Ehren des Laufs ein Denkmal errichtet, das aus einer Statue, dem Siegesboten von Arpád Račko, und einer Tafel, auf der die Gewinner des Rennens verewigt werden, besteht. Im Jahr darauf trug sich Olympiasieger Abebe Bikila als erster Afrikaner auf ihr ein. 1963 blieb Buddy Edelen nur gut eine halbe Minute über seiner Weltbestzeit aus dem gleichen Jahr und verbesserte den Streckenrekord um mehr als zweieinhalb Minuten auf 2:15:10 h.
1974 gab der spätere Olympiasieger Waldemar Cierpinski sein Debüt über die 42,195-km-Distanz und wurde auf Anhieb Dritter. Ein Jahr später belegten drei Athleten aus Nordkorea die Podiumsplätze – die ersten beiden von ihnen mit exakt derselben Zeit, auf die Zehntelsekunde genau gemessen, gestoppt. Das Schiedsgericht erklärte schließlich Cho Chang-Sop zum Gewinner. Dem unterlegenen Go Chun-Son gelangen dafür in den Folgejahren zwei Siege, 1978 mit dem Streckenrekord von 2:13:35 h, der bis 2001 ungebrochen blieb.
Bei der 50. Austragung 1980 wurden die Qualifikationszeiten abgeschafft und zum ersten Mal Frauen zugelassen: Insgesamt 18 starteten in dem Rekordfeld von 1114 Athleten. Im Jahr darauf gab es einen deutschen Doppeltriumph: Hans-Joachim Truppel setzte sich als erster Deutscher seit Paul Hempel 1929 durch, und die Westdeutsche Christa Vahlensieck feierte ihren ersten von insgesamt fünf Siegen.
1989 folgte man dem Trend zu Stadtmarathons und ersetzte die eintönige und windanfällige Strecke nach Seňa und zurück durch einen innerhalb von Košice verlaufenden Kurs. 1994 wurde die Veranstaltung um einen Halbmarathon erweitert. 1997 war Košice Schauplatz der 6. Halbmarathon-Weltmeisterschaften. Bei dem gesonderten Rennen, dem am Nachmittag der reguläre Marathon folgte, stellten die Sieger Shem Kororia mit 59:56 min und Tegla Loroupe mit 1:08:14 h die Schnelligkeit der Strecke unter Beweis.

## Strecke
Die Strecke ist flach, komplett asphaltiert und ohne motorisierten Verkehr. Gelaufen werden zwei Runden durch die historische Altstadt von Košice und naheliegende Parks.

## Statistik

### Streckenrekorde
- Männer: 2:07:01 h, Lawrence Kimwetich Kimaiyo  Kenia, 2012
- Frauen: 2:24:04 h, Margaret Agai  Kenia, 2022

### Siegerliste
Quellen: Website des Veranstalters, ARRS
| Jahr          | Männer                       | Nation                          | Zeit      | Frauen                      | Nation                 | Zeit    |
| ------------- | ---------------------------- | ------------------------------- | --------- | --------------------------- | ---------------------- | ------- |
| 6. Okt. 2024  | Denis Kipngeno Chirchir      | Kenia                           | 2:07:49   | Rebecca Sirwanei Tanui      | Kenia                  | 2:21:07 |
| 1. Okt. 2023  | Philemon Rono Cherop         | Kenia                           | 2:06:55   | Jackline Cherono            | Kenia                  | 2:24:41 |
| 2. Okt. 2022  | Reuben Kiprop Kerio -3-      | Kenia                           | 2:07:16   | Margaret Agai               | Kenia                  | 2:24:04 |
| 3. Okt. 2021  | Reuben Kiprop Kerio -2-      | Kenia                           | 2:07:18   | Ayuntu Tadesse              | Äthiopien              | 2:24:35 |
| 4. Okt. 2020  | Marek Hladík                 | Slowakei                        | 2:26:08   | Petra Pastorová             | Tschechien             | 2:52:11 |
| 6. Okt. 2019  | Hillary Kibiwott Kipsambu    | Kenia                           | 2:09:33   | Kumeshi Sichala Deressa     | Äthiopien              | 2:26:01 |
| 7. Okt. 2018  | Raymond Choge                | Kenia                           | 2:08:11   | Miliam Ebongon              | Kenia                  | 2:27:16 |
| 1. Okt. 2017  | Reuben Kiprop Kerio          | Kenia                           | 2:08:12   | Sheila Jerotich             | Kenia                  | 2:27:34 |
| 2. Okt. 2016  | David Kemboi Kiyeng          | Kenia                           | 2:08:58   | Chaitu Tafa                 | Äthiopien              | 2:32:20 |
| 4. Okt. 2015  | Samuel Kiplimo Kosgei        | Kenia                           | 2:07:07   | Mulu Diro                   | Äthiopien              | 2:35:33 |
| 5. Okt. 2014  | Gilbert Kiptoo Chepkwony -2- | Kenia                           | 2:08:26   | Lydia Ruto Jerotich         | Kenia                  | 2:28:48 |
| 6. Okt. 2013  | Patrick Kiptanui Korir       | Kenia                           | 2:09:36   | Ashete Bekere               | Äthiopien              | 2:27:47 |
| 7. Okt. 2012  | Lawrence Kimwetich Kimaiyo   | Kenia                           | 2:07:01   | Hellen Wanjiku Mugo         | Kenia                  | 2:29:59 |
| 2. Okt. 2011  | Elijah Kiprono Kemboi        | Kenia                           | 2:11:15   | Maryna Damanzewitsch        | Belarus                | 2:33:53 |
| 3. Okt. 2010  | Gilbert Kiptoo Chepkwony     | Kenia                           | 2:08:33   | Almaz Alemu                 | Äthiopien              | 2:36:35 |
| 4. Okt. 2009  | Jacob Kipkorir Chesire       | Kenia                           | 2:10:59   | Olena Burkowska             | Ukraine                | 2:30:50 |
| 5. Okt. 2008  | Dejene Yirdaw                | Äthiopien                       | 2:10:51   | Selina Chemunge Chelimo     | Kenia                  | 2:34:23 |
| 7. Okt. 2007  | William Biama                | Kenia                           | 2:09:53   | Natallja Krawez-Kulesch -2- | Belarus                | 2:34:50 |
| 1. Okt. 2006  | Edwin Kimutai Kipchom        | Kenia                           | 2:12:53   | Natallja Krawez-Kulesch     | Belarus                | 2:36:47 |
| 2. Okt. 2005  | David Maiyo Chirchir         | Kenia                           | 2:16:07   | Edyta Lewandowska           | Polen                  | 2:37:48 |
| 3. Okt. 2004  | Adam Dobrzyński              | Polen                           | 2:12:35   | Rika Tabashi                | Japan                  | 2:33:52 |
| 5. Okt. 2003  | Grigori Andrejew             | Russland                        | 2:13:24   | Alena Masouka               | Belarus                | 2:39:23 |
| 6. Okt. 2002  | David Kariuki -2-            | Kenia                           | 2:12:40   | Tadelesh Birra              | Äthiopien              | 2:36:49 |
| 7. Okt. 2001  | David Kariuki                | Kenia                           | 2:13:27   | Halyna Schuljewa            | Ukraine                | 2:36:55 |
| 1. Okt. 2000  | Ernest Kipyego               | Kenia                           | 2:14:35   | Ivana Martincová            | Tschechien             | 2:46:17 |
| 3. Okt. 1999  | Róbert Štefko                | Slowakei                        | 2:14:10   | Katarína Jedináková         | Slowakei               | 2:55:39 |
| 4. Okt. 1998  | Andrzej Krzyścin             | Polen                           | 2:14:29   | Wioletta Uryga -2-          | Polen                  | 2:46:23 |
| 4. Okt. 1997  | Mytahar Echchadi             | Marokko                         | 2:16:22   | Wioletta Uryga              | Polen                  | 2:38:56 |
| 6. Okt. 1996  | Marnix Goegebeur -2-         | Belgien                         | 2:17:41   | Gulnara Tasetdinowa -2-     | Russland               | 2:44:28 |
| 1. Okt. 1995  | Marnix Goegebeur             | Belgien                         | 2:13:57   | Gulnara Tasetdinowa         | Russland               | 2:43:03 |
| 2. Okt. 1994  | Petr Pipa                    | Slowakei                        | 2:15:03   | Ľudmila Melicherová         | Slowakei               | 2:40:27 |
| 3. Okt. 1993  | Wieslaw Palczyński -2-       | Polen                           | 2:14:11   | Olena Plastinina            | Ukraine                | 2:42:11 |
| 4. Okt. 1992  | Wieslaw Palczyński           | Polen                           | 2:16:24   | Dana Hajná                  | Tschechoslowakei       | 2:43:27 |
| 6. Okt. 1991  | Vlastimil Bukovjan           | Tschechoslowakei                | 2:18:21   | Mária Starovská             | Tschechoslowakei       | 2:46:00 |
| 30. Sep. 1990 | Nikolai Kolesnikow           | Sowjetunion                     | 2:20:28   | Carol McLatchie             | Vereinigte Staaten     | 2:46:00 |
| 1. Okt. 1989  | Karel David                  | Tschechoslowakei                | 2:18:39   | Alena Peterková             | Tschechoslowakei       | 2:31:28 |
| 2. Okt. 1988  | Michael Heilmann             | Deutsche Demokratische Republik | 2:17:52   | Christa Vahlensieck -5-     | BR Deutschland         | 2:39:03 |
| 4. Okt. 1987  | Jörg Peter                   | Deutsche Demokratische Republik | 2:14:59   | Christa Vahlensieck -4-     | BR Deutschland         | 2:38:40 |
| 5. Okt. 1986  | František Višnický -2-       | Tschechoslowakei                | 2:18:43   | Christa Vahlensieck -3-     | BR Deutschland         | 2:41:08 |
| 6. Okt. 1985  | Walentin Starikow            | Sowjetunion                     | 2:17:13   | Ljuzija Beljajewa           | Sowjetunion            | 2:38:19 |
| 7. Okt. 1984  | Ri Dong-Myong                | Nordkorea                       | 2:18:59   | Christa Vahlensieck -2-     | BR Deutschland         | 2:36:56 |
| 2. Okt. 1983  | František Višnický           | Tschechoslowakei                | 2:16:52   | Raissa Sadreidinowa         | Sowjetunion            | 2:34:41 |
| 3. Okt. 1982  | György Sinkó                 | Ungarn                          | 2:18:48   | Gillian Burley              | Vereinigtes Königreich | 2:43:26 |
| 4. Okt. 1981  | Hans-Joachim Truppel         | Deutsche Demokratische Republik | 2:16:58   | Christa Vahlensieck         | BR Deutschland         | 2:37:46 |
| 5. Okt. 1980  | Alexei Ljaguschew            | Sowjetunion                     | 2:15:25   | Šárka Balcarová             | Tschechoslowakei       | 2:50:15 |
| 7. Okt. 1979  | Jouni Kortelainen            | Finnland                        | 2:15:12   | ---                         | ---                    | ---     |
| 1. Okt. 1978  | Go Chun-Son -2-              | Nordkorea                       | 2:13:34,5 | ---                         | ---                    | ---     |
| 2. Okt. 1977  | Go Chun-Son                  | Nordkorea                       | 2:15:19,4 | ---                         | ---                    | ---     |
| 3. Okt. 1976  | Takeshi Sō                   | Japan                           | 2:18:42,4 | ---                         | ---                    | ---     |
| 5. Okt. 1975  | Cho Chang-Sop                | Nordkorea                       | 2:15:47,8 | ---                         | ---                    | ---     |
| 6. Okt. 1974  | Keith Angus                  | Vereinigtes Königreich          | 2:20:10   | ---                         | ---                    | ---     |
| 7. Okt. 1973  | Wladimir Moisejew            | Sowjetunion                     | 2:19:01,2 | ---                         | ---                    | ---     |
| 8. Okt. 1972  | John Farrington              | Australien                      | 2:17:34,4 | ---                         | ---                    | ---     |
| 3. Okt. 1971  | Gyula Tóth -2-               | Ungarn                          | 2:21:43,6 | ---                         | ---                    | ---     |
| 4. Okt. 1970  | Michail Gorelow              | Sowjetunion                     | 2:16:26,2 | ---                         | ---                    | ---     |
| 5. Okt. 1969  | Demissie Wolde               | Äthiopien                       | 2:15:37   | ---                         | ---                    | ---     |
| 28. Okt. 1968 | Václav Chudomel              | Tschechoslowakei                | 2:26:28,4 | ---                         | ---                    | ---     |
| 1. Okt. 1967  | Nedo Farčić                  | Jugoslawien                     | 2:20:53,8 | ---                         | ---                    | ---     |
| 2. Okt. 1966  | Gyula Tóth                   | Ungarn                          | 2:19:11,2 | ---                         | ---                    | ---     |
| 3. Okt. 1965  | Aurèle Vandendriessche       | Belgien                         | 2:23:47   | ---                         | ---                    | ---     |
| 8. Aug. 1964  | Pavel Kantorek -3-           | Tschechoslowakei                | 2:25:55,4 | ---                         | ---                    | ---     |
| 13. Okt. 1963 | Buddy Edelen                 | Vereinigte Staaten              | 2:15:09,6 | ---                         | ---                    | ---     |
| 7. Okt. 1962  | Pavel Kantorek -2-           | Tschechoslowakei                | 2:28:29,8 | ---                         | ---                    | ---     |
| 8. Okt. 1961  | Abebe Bikila                 | Äthiopien                       | 2:20:12,0 | ---                         | ---                    | ---     |
| 9. Okt. 1960  | Samuel Hardicker             | Vereinigtes Königreich          | 2:26:46,8 | ---                         | ---                    | ---     |
| 11. Okt. 1959 | Sergei Popow                 | Sowjetunion                     | 2:17:45,2 | ---                         | ---                    | ---     |
| 12. Okt. 1958 | Pavel Kantorek               | Tschechoslowakei                | 2:29:37,2 | ---                         | ---                    | ---     |
| 13. Okt. 1957 | Iwan Filin                   | Sowjetunion                     | 2:23:57,8 | ---                         | ---                    | ---     |
| 7. Okt. 1956  | Thomas Hilt Nilsson          | Schweden                        | 2:22:06   | ---                         | ---                    | ---     |
| 16. Okt. 1955 | Evert Nyberg                 | Schweden                        | 2:25:40   | ---                         | ---                    | ---     |
| 10. Okt. 1954 | Erkki Puolakka -2-           | Finnland                        | 2:27:21   | ---                         | ---                    | ---     |
| 18. Okt. 1953 | Walter Bednář                | Tschechoslowakei                | 2:53:33   | ---                         | ---                    | ---     |
| 5. Okt. 1952  | Erkki Puolakka               | Finnland                        | 2:29:10   | ---                         | ---                    | ---     |
| 28. Okt. 1951 | Jaroslav Štrupp              | Tschechoslowakei                | 2:41:07,8 | ---                         | ---                    | ---     |
| 29. Okt. 1950 | Gösta Leandersson -2-        | Schweden                        | 2:31:20,2 | ---                         | ---                    | ---     |
| 23. Okt. 1949 | Martti Urpalainen            | Finnland                        | 2:33:45,6 | ---                         | ---                    | ---     |
| 28. Okt. 1948 | Gösta Leandersson            | Schweden                        | 2:34:46,4 | ---                         | ---                    | ---     |
| 28. Okt. 1947 | Charles Heirendt             | Luxemburg                       | 2:36:06,0 | ---                         | ---                    | ---     |
| 28. Okt. 1946 | Mikko Hietanen               | Finnland                        | 2:35:02,4 | ---                         | ---                    | ---     |
| 28. Okt. 1945 | Antonín Špiroch              | Tschechoslowakei                | 2:47:21,8 | ---                         | ---                    | ---     |
| 28. Okt. 1937 | Désiré Leriche               | Frankreich                      | 2:43:42   | ---                         | ---                    | ---     |
| 28. Okt. 1936 | György Balaban               | Österreich                      | 2:41:08   | ---                         | ---                    | ---     |
| 28. Okt. 1935 | Artūrs Motmillers            | Lettland                        | 2:44:58   | ---                         | ---                    | ---     |
| 28. Okt. 1934 | Josef Šulc                   | Tschechoslowakei                | 2:41:27   | ---                         | ---                    | ---     |
| 28. Okt. 1933 | József Galambos -4-          | Ungarn                          | 2:37:54   | ---                         | ---                    | ---     |
| 28. Okt. 1932 | József Galambos -3-          | Ungarn                          | 2:43:15   | ---                         | ---                    | ---     |
| 28. Okt. 1931 | Juan Carlos Zabala           | Argentinien                     | 2:33:19   | ---                         | ---                    | ---     |
| 28. Okt. 1930 | Istvàn Zelenka               | Ungarn                          | 2:50:59   | ---                         | ---                    | ---     |
| 28. Okt. 1929 | Paul Hempel -2-              | Deutschland                     | 2:51:31   | ---                         | ---                    | ---     |
| 28. Okt. 1928 | József Galambos -2-          | Ungarn                          | 2:55:45   | ---                         | ---                    | ---     |
| 28. Okt. 1927 | József Galambos              | Ungarn                          | 2:48:25,2 | ---                         | ---                    | ---     |
| 28. Okt. 1926 | Paul Hempel                  | Deutschland                     | 2:57:02   | ---                         | ---                    | ---     |
| 28. Okt. 1925 | Pál Király                   | Ungarn                          | 2:41:55   | ---                         | ---                    | ---     |
| 28. Okt. 1924 | Karol Halla                  | Tschechoslowakei                | 3:01:35   | ---                         | ---                    | ---     |